# Jacob Fugger il Vecchio
Jacob Fugger, detto il Vecchio (Augusta, 1398 – Augusta, 23 marzo 1469), è stato un mercante tedesco, membro di una delle più importanti famiglie di banchieri d'Europa.

## Biografia
Il padre di Jacob Fugger era Hans Fugger, venuto nella città di Augusta dalla natia Graben nel 1367. Alla sua morte nel 1408, attraverso due matrimoni d'interesse e il duro lavoro, le fortune della famiglia Fugger erano divenute notevoli per l'epoca. La madre di Jacob, Elisabeth Fugger-Gfattermann, continuò a gestire il commercio di prodotti tessili nel quale si era inserito il marito sino alla propria morte nel 1436, assistita da Hans (inizialmente) e poi dagli altri figli Andreas e Jacob. Durante i primi tre decenni del XV secolo, gli affari della famiglia prosperarono notevolmente grazie soprattutto all'intuito di Jacob il quale giunse nel 1454 in accordo col fratello a dividere le quote della società. Nel 1461, Jacob era già indicato come uno dei dodici cittadini più ricchi di Augusta.

## Matrimonio e figli
Jacob Fugger il Vecchio sposò Barbara Bäsinger dalla quale ebbe i seguenti figli:
- Ulrich (1441–1510), sposò Veronika Lauginger
- Andreas (1443–1461)
- Anna (1444–1485), sposò Hektor Mülich
- Johann/Hans (1445–1461)
- Markus (1448–1478), canonico ad Augusta
- Peter (1450–1473)
- Georg (1453–1506), sposò Regina Imhoff
- Barbara (1455–1533), sposò Konrad Meuting
- Walburga (1457–1500), sposò Wilhelm Rehm
- Jacob (1459–1525), sposò Sibylla Artzt
- Ursula (1461–1462)
- Bartholomäus (1465)